# 任辰旦
任辰旦（1623年6月17日—1692年11月8日），字千之，號待菴，浙江紹興府蕭山縣人，清朝政治人物。

## 生平
幼年聰慧，與毛奇齡為同學。順治十四年（1657年）丁酉科浙江鄉試第四名舉人，康熙六年（1667年）丁未科三甲第八十二名進士，榜姓從母姓韓，復改回原姓。授上海縣知縣，十八年（1679年）舉博學鴻詞科，與試未中，二十二年（1683年）升兵科掌印給事中，二十五年（1686年）改大理寺丞，二十七年（1688年）丁母憂，同年因曾保舉張汧被罷職。與蕭山湘湖孫氏有“年家眷弟”之誼，三十年（1691年）撰《蕭山湘湖孫氏宗譜序》。三十一年（1692年）卒於家，享年七十歲。

## 著作
著有《介和堂詩文集》二卷。

## 家族
曾祖任大隆；祖父任佐乾；父任振龍。母韓氏，崇禎十三年進士韓日將女。